# Silvio Corbari
Sirio Corbari meglio conosciuto come Silvio Corbari (Faenza, 10 gennaio 1923 – Castrocaro Terme, 18 agosto 1944) è stato un partigiano italiano.
Per i numerosi successi nelle operazioni condotte contro le forze di occupazione tedesche, Sirio Corbari è stato insignito della medaglia d'oro al valor militare.

## Biografia

### Origini e formazione
Negli anni immediatamente precedenti al conflitto mondiale militò nel club calcistico del Faenza.

### La seconda guerra mondiale e l'adesione alla resistenza
Corbari, dopo l'armistizio dell'8 settembre 1943, aderì immediatamente alla Resistenza armata contro le forze di occupazione tedesche e le milizie fasciste che le appoggiavano, entrando a far parte prima della formazione partigiana detta "banda del Samoggia" e successivamente del gruppo detto "banda del camion fantasma" di cui faceva parte Marx Emiliani.
Dopo alcune azioni però il gruppo si sciolse, a causa dal ferimento e dalla cattura di Emiliani e Amerigo Donatini, poi fucilati.

#### La Banda Corbari
Corbari decise di continuare la lotta nell'Appennino faentino insieme ad altri compagni, di diverse correnti politiche, creando una propria unità partigiana indipendente della quale divenne il comandante, con il nome di battaglia di Silvio, che decise di chiamare "banda Corbari".
Il 9 gennaio 1944 la formazione assaltò la caserma dei Reali Carabinieri e il presidio militare fascista di Tredozio, senza colpo ferire, occupando il paese che terrà per una decina di giorni, prima che i fascisti possano organizzare una reazione. Tredozio verrà presa e occupata per altre due volte nei mesi successivi.
Per undici mesi la sua formazione si mosse tra i territori delle province di Ravenna e Forlì, effettuando numerosi attacchi ed imboscate ai danni delle forze occupanti, che gli valsero la stima e l'aiuto della popolazione locale.

#### L'uccisione di Gustavo Marabini

Gustavo Marabini, console della MVSN di Forlì

Il ridotto numero dei componenti non impedì alla banda Corbari di compiere numerose azioni tra cui l'uccisione del Console della Milizia Gustavo Marabini, esponente di spicco del fascismo romagnolo, inflessibile fucilatore dei giovani renitenti alla leva della Repubblica Sociale Italiana. A seguito del bando per l'arruolamento coatto emanato dalla RSI pena la fucilazione, che garantiva anche l'amnistia ai partigiani che si fossero consegnati spontaneamente, Corbari contattò il conte Francesco Zanetti Protonotari Campi chiedendo di parlamentare con le autorità fasciste per concordare l'abbandono della lotta partigiana da parte sua e dei suoi compagni.
Il 23 maggio 1944 il conte Zanetti Protonotari organizzò l'incontro fra Corbari e Marabini nel proprio podere, alla presenza anche di Francesco Agnoletti e Tullio Mussolini. Corbari si presentò all'appuntamento assieme ad Iris Versari ed Otello Sisi. La mediazione per la "resa" si protrasse a lungo arrivando alla conclusione che i partigiani si sarebbero consegnati dopo alcuni giorni. Poco dopo essersi allontanati, i tre della Banda Corbari ritornarono al podere sostenendo che per evitare sospetti era preferibile concludere immediatamente, per cui, verosimilmente disarmati, essi salirono sull'autovettura di Marabini insieme all'autista Alfredo Giordani, allontanandosi verso Forlì, seguiti a distanza dal camion dei fascisti.
Sopraggiunta la notte, mentre viaggiavano nei pressi di Predappio, Corbari sparò a Marabini con una pistola che Versari aveva nascosto addosso a sé, lasciando il cadavere sul ciglio della strada. L'auto proseguì cambiando direzione, mentre l'autista fu lasciato libero, per raccontare cos'era successo. Dopo questo episodio la caccia dei fascisti alla Banda Corbari diventò un impegno primario.

#### Il tradimento di Franco Rossi, la cattura e la morte
Corbari fu catturato per la soffiata di un delatore, Franco Rossi, già appartenente alla banda Corbari. Rossi si presentò al comandante del battaglione M «IX Settembre» della Repubblica Sociale Italiana, Benito Dazzani, indicandogli il luogo dov'era nascosto Corbari. Dazzani selezionò un'unità di 8-9 persone appoggiata a valle da un battaglione fascista, salì verso Modigliana e procedette alla cattura del partigiano. Dazzani ricorda che Rossi era presente. Rossi seguì poi la «IX Settembre» in Piemonte e quindi in Germania.
Dopo l'arresto e la fucilazione di vari partigiani che collaboravano con la banda di Corbari, fra i quali il marchese Gian Raniero Paulucci de Calboli Ginnasi (arrestato il 12 agosto 1944 e fucilato il 14 agosto), il 18 agosto 1944 Corbari, insieme alla compagna Iris Versari, feritasi nel maneggiare un fucile Sten, e ai partigiani Adriano Casadei e Arturo Spazzoli, fu circondato da reparti fascisti presso Ca' Cornio, nei pressi di Modigliana. Dopo un intenso scontro a fuoco la Versari, accortasi dell'accerchiamento del rifugio, dopo aver ucciso, per salvare il suo uomo, un soldato tedesco entrato nel rifugio, si suicidò. Il marchese Paulucci e Corbari, poco prima di morire, avevano preparato un proclama insurrezionale denominato "Movimento Patriottico Giovane Italia", con la collaborazione di Mons. Costante Maltoni, all'epoca parroco di Forlimpopoli, per invitare la popolazione alla "ricostruzione della coscienza nazionale". Il proclama fu elaborato nella casa dello stesso Maltoni, in Via Monte Grappa. La famiglia conserva tuttora il documento originale.

I corpi di Silvio Corbari e di Iris Versari appesi a Forlì

Corbari e Casadei furono portati a Castrocaro ed impiccati, come monito per la popolazione, mentre Arturo Spazzoli venne ucciso durante il trasferimento a Castrocaro, nella strada del Monte Trebbio, perché i soldati non sopportavano i suoi lamenti dovuti alle numerose ferite subite durante il tentativo di fuga da Ca' Cornio. I corpi dei quattro partigiani furono successivamente portati a Forlì e appesi, sempre a scopo intimidatorio, ai lampioni della piazza centrale, piazza Saffi, dove rimasero per alcuni giorni. Tonino Spazzoli non venne giustiziato subito: durante un trasferimento a bordo di un furgone da Forlì a Ravenna tentò la fuga, ma fu ucciso nei pressi di Coccolia.

#### La condanna di Rossi
Nel secondo dopoguerra Franco Rossi, assieme alla madre e ad altri imputati, tutti latitanti, fu processato dalla Regia Corte d'assise straordinaria di Forlì con l'accusa di collaborazionismo e di attività spionistica a favore dei nazifascisti. Venne condannato a 18 anni, beneficiando delle attenuanti per la minore età. La difesa presentò ricorso. Nel 1947 la Corte di cassazione annullò senza rinvio la sentenza poiché nelle more del ricorso era sopraggiunta un'amnistia, nota come "amnistia Togliatti".

## Le beffe ai danni delle truppe nazifasciste
Silvio Corbari occupa, nella storia della Resistenza, un posto particolare a causa del modo spettacolare e beffardo in cui portò a segno operazioni che, se sul piano militare non ebbero peso rilevante, sul piano della propaganda furono efficacissime. Le sue imprese, caratterizzate da atti temerari compiuti con l'intenzione di prendersi beffe del nemico, divennero leggendarie sin da quando era ancora in vita, a tal punto che ad arte talvolta venivano sparse anonime voci "allo stile Corbari" per provocare nervose ma inutili reazioni da parte dei nazifascisti.
- Nel Natale 1943, a bordo di una berlina Lancia Aprilia, in divisa da colonnello tedesco, gira per le strade di Faenza distribuendo saluti fascisti ai 'camerati' fascisti e nazisti.[13]
- A Faenza viene piazzato un ordigno alla base del monumento al generale Raffaele Pasi, avvisando successivamente le autorità fasciste: chiamati gli artificieri per disinnescarlo, si scoprì che si trattava di una bomba caricata a pasta e fagioli.[13]
- A seguito di uno scontro a fuoco nei pressi di San Giorgio in Ceparano (nel comune di Brisighella), alcuni brigatisti neri tornati a Faenza avevano divulgato la falsa notizia che Corbari fosse stato ucciso: la notizia era stata pubblicata con grande risalto su un giornale locale. La domenica successiva, 5 dicembre 1943, indossando la divisa della Guardia Nazionale Repubblicana, Corbari attraversò la piazza principale di Faenza nell'ora di punta, entrando nel bar Sangiorgi, noto ritrovo dei fascisti, e dirigendosi al bancone. Riconosciuto da tutti i presenti, bevve lentamente il caffè che aveva ordinato, fissando gli avventori uno per uno. Poi si diresse verso la parete dove campeggiavano i ritratti di Benito Mussolini e di Ettore Muti e li staccò, gettandoli a terra con disprezzo e sputandoci sopra, per uscire poi con estrema calma. Alcuni militi si lanciarono al suo inseguimento, ma inutilmente: Corbari salì sul mezzo di un compagno che era in attesa e si dileguò.[12]
- Sul ponte di Faenza, al posto di guardia tenuto dai militi della RSI, Corbari si presentò travestito da capitano della milizia, ordinando di adunare la forza presente: i sette uomini del presidio si schierarono ed obbedendo ad un preciso ordine dell'ufficiale gli consegnarono le proprie armi, che vennero da lui raccolte e portate via tranquillamente.[14]
- Nel gennaio 1944 Corbari fece pervenire un biglietto al segretario del fascio di Faenza, invitandolo ad un incontro da soli e disarmati in una chiesa della città. Il gerarca accettò l'invito, recandosi invece alla chiesa armato e accompagnato da fascisti armati. Entrato nella chiesa la trovò deserta, ad esclusione di un vecchio che gli chiese l'elemosina ed a cui regalò dieci lire. Poi se ne andò, deluso per il disegno sventato ma orgoglioso di poter affermare che il famoso Corbari aveva avuto paura. Qualche giorno dopo il segretario ricevette una busta con dentro le sue dieci lire, assieme ad un biglietto: “Ti rendo le dieci lire che mi hai generosamente donato, ma sappi che io ti ho regalato la vita”.[13]
- Nel marzo 1944 Corbari, ormai ben noto, avvisò ufficialmente il comando della milizia che avrebbe occupato Tredozio per la quarta volta in un giorno preciso. Il paese venne messo in stato di allarme e pesantemente presidiato, ma nel giorno stabilito nessuno notò la presenza in paese di un anziano contadino che trascinava con sé un maiale legato a una corda. Egli, giunto sulla porta di una osteria, chiese ai militi presenti se potevano reggere la corda e tenergli il maiale, mentre lui si fermava a bere un bicchiere di vino. Il giorno dopo Corbari inviò al loro comandante un biglietto con cui lo informava che il contadino era lui, e che "i suoi uomini sono buoni giusto a badare al mio maiale..."[3]
- Nell'aprile 1944 Corbari e pochi altri suoi uomini occuparono Modigliana, nell'Appennino forlivese, restandovi per un paio d'ore e prelevando denaro da una banca. Dieci giorni dopo tornarono nuovamente nella cittadina, questa volta agendo in stretta collaborazione con gli antifascisti del luogo i quali avevano preventivamente sparso la voce di un imminente attacco di ingenti forze partigiane che avrebbero agito spietatamente. Temendo questa eventualità, il presidio composto da militi fascisti e carabinieri si ritirò preventivamente e gli uomini di Corbari, non più di venti, poterono entrare in paese e prelevare ìn tutta tranquillità le armi abbandonate nella locale caserma. Corbari come al solito dette spettacolo: nella confusione generale, si sedette al bar centrale per trascorrere il pomeriggio domenicale sorbendosi una bibita con la cannuccia.[12]

## Filmografia
- Corbari - film 1970, regia di Valentino Orsini.
- Partisans. La storia del Battaglione Corbari (1996), regia di Antonio Spino.

## Canzoni
- Il gruppo folk-rock e rural punk cesenate dei Lennon Kelly ha dedicato a Corbari una canzone dell'album "Lunga vita al re".
- Il gruppo pesarese Cheap Wine gli ha invece dedicato il brano "A pig on a lead", contenuto nell'album "Spirits", dove raccontano una delle beffe che Corbari fece prendendosi gioco delle forze fasciste.[16]
- Il gruppo punk rock e crossover dei Black Mirrors ha pubblicato la canzone "Corbari" nell'album "Stato d'eccezione" del 2016.[17]